# Ñürüm (huyện)
Huyện Ñürüm là một huyện (distrito) thuộc tỉnh Ngäbe Buglé ở Panama. Theo điều tra dân số năm 2000, huyện này có dân số 10833 người. Huyện Ñürüm có diện tích 578 km2. Huyện lỵ đóng tại Buenos Aires.